# Bartolomeo Provaglia
Bartolomeo Provaglia (Bologna, 9 ottobre 1608 – Bologna, 10 gennaio 1672) è stato un architetto italiano.

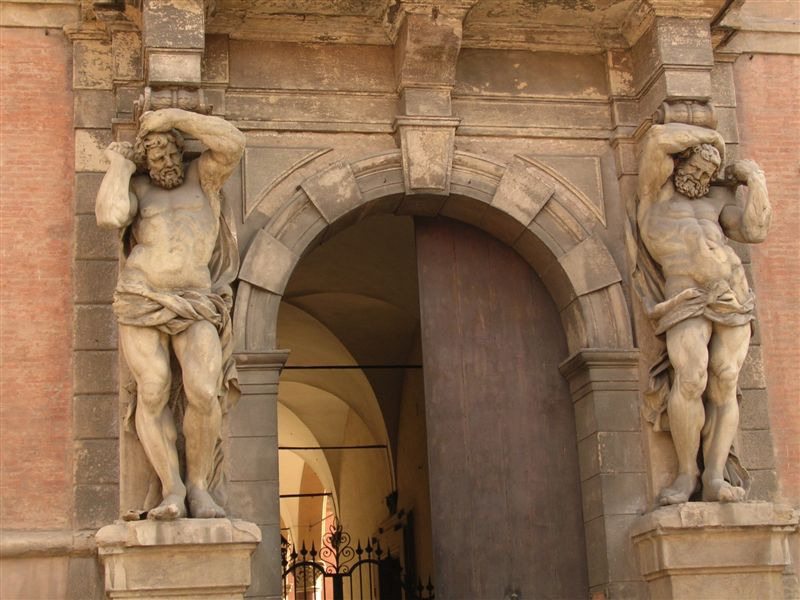
I telamoni di palazzo Davia Bargellini dove ha sede il Museo Civico d'Arte Industriale Davia Bargellini

È autore, a Bologna, di Palazzo Davia Bargellini (1638-1658) e della ricostruzione di Porta Galliera (1661).
Provaglia fu uno degli esponenti del barocco bolognese, nel quale sopravvivono schemi tardomanieristici lombardi e romani. Collaborò con il gesuita Mario Bettini, per il quale realizzò i disegni di due trattati di matematica (Apiaria Universae Philosophiae Mathematicae del 1642 e Aerarium philosophiae mathematicae del 1648).